# Жан (грузинська літера)
Жан (ჟან, [ʒan]) — шістнадцята літера грузинської абетки.
Приголосна літера. Вимовляється як українська [ ж ] (МФА /ʒ/). За міжнародним стандартом ISO 9984 транслітерується як ž.

## Історія
| Асомтаврулі | Нусхурі | Мхедрулі |
| ----------- | ------- | -------- |
|             |         |          |

## Юнікод
- Ⴏ : U+10AF
- ჟ : U+10DF